# Малкинский район
Малкинский район (кабард.-черк. Балъкъ куей) — административный район в составе Кабардино-Балкарской АССР.
Административный центр — село Псынадаха.

## География
Малкинский район располагался в северо-западной части республики, в её предгорной зоне. Граничил Баксанским районом на востоке, с Нагорным районом на юге и со Ставропольским краем на западе и севере. Площадь района составляло — 290 км².

## История
Малкинский район был образован Постановлением ВЦИК от 26 декабря 1937 года в результате разукрупнения Нагорного района. В состав новообразованного района было включено 11 сельсоветов: Залукокоажский, Зольский, Малкинский, Брунентальский, Светловодский, Псынодахский, Батехский, Камлюкский, Шардаковский, Залукодесский и конесовхоз №34.
23 декабря 1938 года Верховным Советом КБАССР установлен указ о преобразовании Малкинского района в Зольский. 2 марта 1939 года Малкинский район преобразован в Зольский район.

## Административное деление
В состав Малкинского района входили:
| №  | Сельсоветы                | Населённые пункты                |
| 1  | Батехский сельсовет       | село Батех                       |
| 2  | Бруннентальский сельсовет | колония Брунненталь              |
| 3  | Залукодесский сельсовет   | село Залукодес                   |
| 4  | Залкокоажский сельсовет   | село Залукокоаже, село Этоко     |
| 5  | Зольский сельсовет        | село Зольское                    |
| 6  | Камлюкский сельсовет      | село Камлюко                     |
| 7  | Малкинский сельсовет      | село Малка, Малкинский конезавод |
| 8  | Псынадахский сельсовет    | село Псынадаха                   |
| 9  | Псыншокский сельсовет     | село Псыншоко                    |
| 10 | Светловодский сельсовет   | село Светловодское               |
| 11 | Шордаковский сельсовет    | село Шордаково                   |

## Население
По переписи 1939 года, в районе проживало 13 667 человек. Из них:
| Народ      | Численность | Доля   |
| кабардинцы | 10 603      | 77,6 % |
| русские    | 2 050       | 15,0 % |
| немцы      | 455         | 3,3 %  |
| украинцы   | 219         | 1,6 %  |
| другие     | 340         | 2,5 %  |
| всего      | 13 667      | 100 %  |